# Convocazioni alla Coppa panamericana femminile di pallavolo 2010
Elenco delle giocatrici convocate per la Coppa panamericana 2010.